# Jakub z Zaborowa
Jakub z Zaborowa lub Jakub Zaborowski herbu Kuszaba (zm. przed 21 lutego 1449 w Krakowie) – prawnik, pięciokrotny rektor Akademii Krakowskiej.

## Życiorys
Pochodził z drobnej osiadłej na Mazowszu szlachty, był synem Piotra. W 1405 zapisał się na studia w Akademii Krakowskiej. Został uczniem Łukasza z Wielkiego Koźmina uzyskując 7 marca 1412 tytuł magistra nauk wyzwolonych. Następnie pod kierunkiem Stanisława ze Skarbimierza rozpoczął studia prawnicze w 1420 uzyskując stopień doktora dekretów w semestrze zimowym 1420–1421 po raz pierwszy objął godność rektora uczelni. Był bliskim współpracownikiem biskupa krakowskiego Wojciecha Jastrzębca, w 1422 brał udział w procesie przeciwko Zakonowi krzyżackiemu. Do 1427 wykładał na Wydziale Prawa wyjechał następnie do Trydentu na zaproszenie biskupa trydenckiego Aleksandra. Do Krakowa i na Wydział Prawa powrócił jesienią 1429. Był prebendarzem kościoła św. Marii Magdaleny, w 1431 został kanonikiem katedralnym krakowskim, wraz z kapitułą opowiedział się za postanowieniami soboru w Bazylei. W latach 1442–1444 był prokuratorem dóbr kapituły katedralnej. Doposażył materialnie Wydział Prawa wraz z profesorem medycyny Janem Oszkowskiem w 1440 ufundował szpital mieszczący się przy kościele Sw. Ducha w Wiślicy. Zmarł kilka dni przed 21 lutego 1449 po długiej chorobie, pochowany został w katedrze wawelskiej.